# Карлос Курбело
Карлос Курбело (англ. Carlos Curbelo; нар. 1 березня 1980, Маямі, Флорида) — американський політик-республіканець, з 2015 року він представляє 26-й округ штату Флорида у Палаті представників США.
У 1998 році закінчив Belen Jesuit Preparatory School у Маямі. Потім він навчався в Університеті Маямі. Курбело був приватним підприємцем, між 2009 і 2011 він працював штатним співробітником сенатора США Джорджа Лем'є. Входив до шкільної ради округу Маямі-Дейд.